# Xeropteryx columbicola
Xeropteryx columbicola là một loài bướm đêm trong họ Geometridae.